# Georges-Jean Mouchet
Pour les articles homonymes, voir Mouchet (homonymie).
Georges-Jean-Jacques Mouchet, né le 27 mars 1737 à Darnétal et mort le 6 février 1807 à Paris, est un lexicographe français.

## Biographie
Fils d’un fabricant de drap, Mouchet fut élève du savant Foncemagne pour les études historiques, ami de La Curne de Sainte-Palaye et de Bréquigny, qu’il accompagna  à Londres, en 1763 et en 1766, et qu’il aida beaucoup dans la rédaction de sa Table chronologique des diplômes, chartes, titres et actes imprimés, concernant l’histoire de France, dont il a paru 3 vol. in-fol. depuis 1769 jusqu’en 1780.
En 1770, La Curne de Sainte-Palaye, qui avait pu juger par le travail de Bréquigny de la profondeur et la variété des connaissances historiques de Mouchet, le jugea le seul en état,  par sa position et ses talents, de mettre à exécution le plan conçu par lui-même et développé par Bréquigny pour produire le Glossaire de l’ancienne langue française depuis son origine jusqu’au siècle de Louis XIV, et lui proposa de l’associer à son travail. Mouchet hésita d’abord, mais Sainte-Palaye insista si vivement qu’il finit par accepter une association qui répondait à ses goûts et à ses études. Quelques années après, Mouchet resta seul, en 1770, chargé de la rédaction définitive du Glossaire dont le plan était de présenter l’histoire physique et métaphysique des mots : l’histoire physique, en réunissant sous le même article les variations d’orthographe d’un même mot ; l’histoire métaphysique, en indiquant la génération et la filiation possible des idées que ce mot a représentées par extension, par allusion, par métaphore et autres espèces de métonymies. On crut pouvoir ajouter à l’intérêt du Glossaire, en y joignant des recherches sur les antiquités, lorsqu’on rencontrerait des mots qui y donneraient lieu, en se livrant néanmoins sobrement à ces objets, qu’on envisagerait toujours relativement à la langue française plutôt que relativement à l’histoire. 
L’impression de ce grand ouvrage, dont Mouchet confia le premier volume en 1780 aux presses du Louvre, ne s’opéra qu’avec une regrettable lenteur et, à la mort de Sainte-Palaye, survenue le 1er mars 1781, il n’y avait encore qu’un petit nombre de feuilles de ce premier volume de tirées. C’est alors que la Révolution vint suspendre ce travail dont seules sept cent quarante pages du premier volume, depuis la lettre A jusqu’aux lettres AST furent imprimées. La Révolution enleva par la même occasion à Mouchet deux mille francs de pension du roi que son protecteur, le prince de Beauveau, lui avait obtenue ; comme c’était son unique ressource, il serait tombé dans l’indigence, sans l’amitié généreuse de Bréquigny, qui, appauvri lui-même par la même cause, n’en fit pas moins à son ami le sacrifice du bien le plus cher à un homme de lettres,  en lui donnant, en le forçant d’accepter, sa riche et nombreuse bibliothèque, dont il le mit sur le champ en possession. Sous l’Empire, Legrand d’Aussy s’intéressa à la position si précaire de Mouchet et le fit admettre comme employé à la section des manuscrits de la Bibliothèque impériale.
Ce fut dans cette humble position, qu’il ne trouvait pas, cependant, au-dessous de son mérite, que ce savant laborieux, qui fut occupé toute sa vie de travaux obscurs mais importants,  vécut et mourut sans bruit au milieu de ses livres et de quelques amis, sans avoir pu mettre le fruit de ses veilles au jour. Très érudit, très laborieux, il rédigeait avec une extrême lenteur et donnait beaucoup trop d’étendue aux articles préparés pour le Glossaire de Sainte-Palaye qu’une commission de l’Institut, formée pour la continuation de cet ouvrage, l’avait chargé, quelque temps avant sa mort, de reprendre cette publication, mais déjà profondément atteint par la maladie, il mourut sans même laisser de notes utilisables pour compléter l’impression du premier volume du Glossaire alors que les documents destinés à la rédaction définitive du Glossaire se composaient de plus de 60 volumes in-f°.

## Sources
- Léopold Favre, Léon Louis Pajot, Dictionnaire historique de l'ancien langage françois, Paris, Honoré Champion, 1882.
- Eugène Ritter, Les Quatre Dictionnaires français, Genève, H. Kündig, 1905.